# Меридианный круг

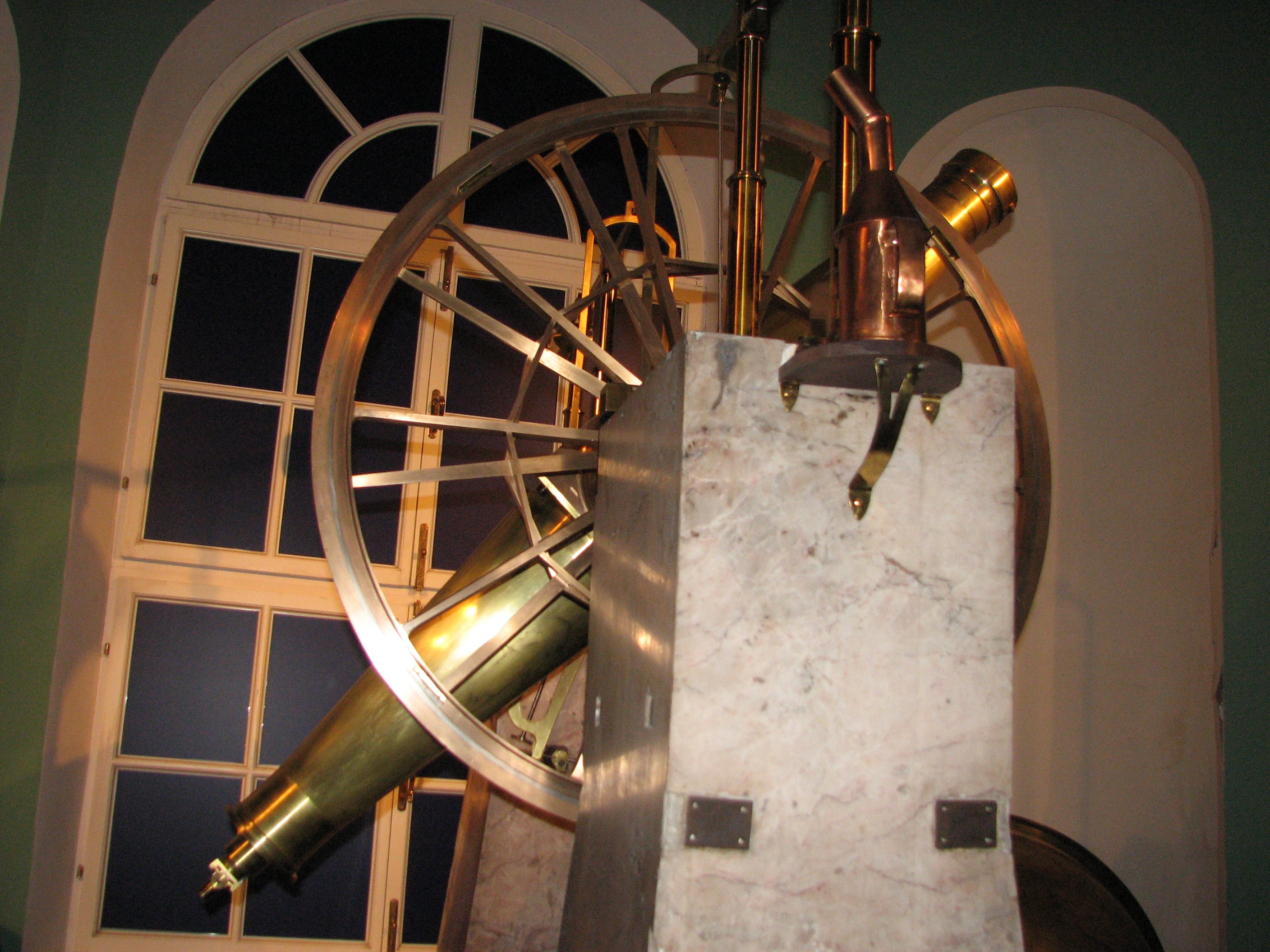
Меридианный круг обсерватории Кунсткамеры (Санкт-Петербург).

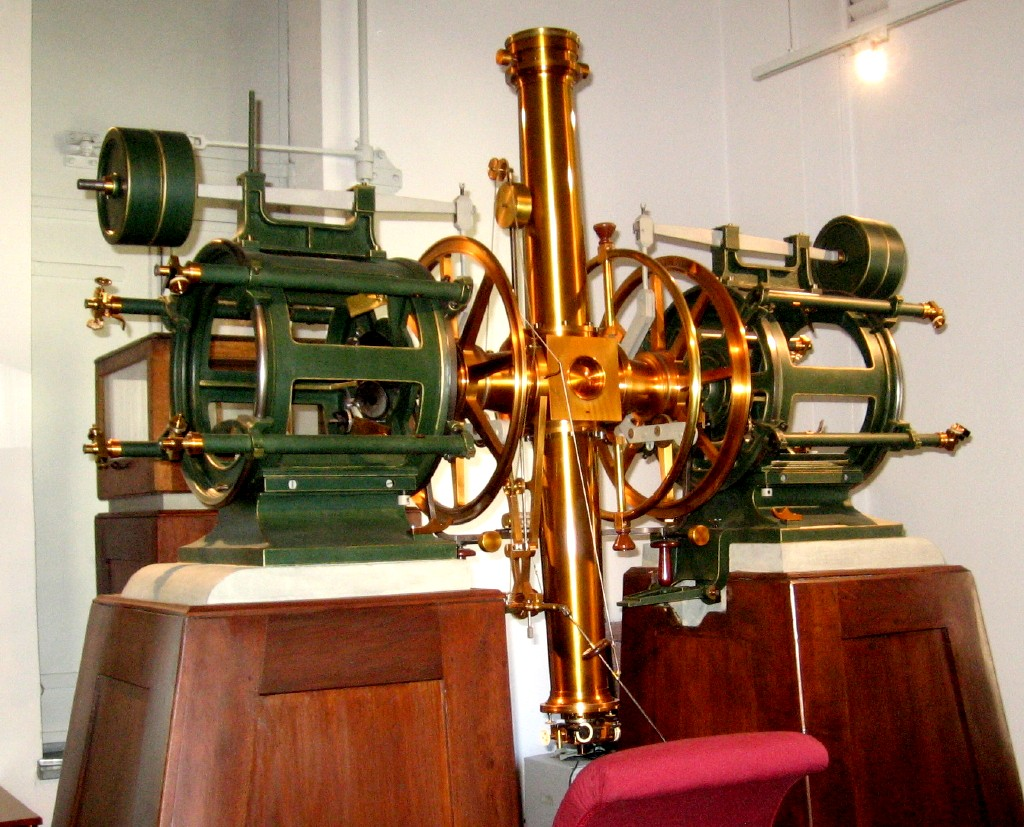
Меридианный круг обсерватории Куффнер[[:en:Kuffner Observatory|^{[en]}]], Вена, Австрия

Меридианный круг — астрометрический прибор, предназначенный для определения экваториальных координат светил. Меридианный круг по своей конструкции аналогичен пассажному инструменту, но, в отличие от последнего, снабжен дополнительно разделенным кругом для точных измерений углов в плоскости меридиана. Разделенный круг, чаще два круга, насаживают на горизонтальную ось по обе стороны от трубы. Для отсчета кругов предусматриваются микроскопы, располагаемые на специальных барабанах, устанавливаемых на столбах для лагер. Определив из специальных исследований отсчет круга при трубе, наведенной в зенит, можно легко получить зенитное расстояние небесного тела, если сделать отсчет круга при наведении визирной линии на небесное тело. Меридианный круг пригоден для определения как прямых восхождений, так и склонений, и поэтому в недалеком прошлом являлся наиболее распространенным инструментом на астрометрических обсерваториях мира. Точность измерения на меридианном круге — около 0,2".
Меридианный круг вошел в употребление в XVII в. До этого для подобных наблюдений использовали квадранты. В СССР современный для того времени меридианный круг АПМ-4 (D=180 мм, F=2500 мм) для ГАИШ МГУ был изготовлен под руководством В. В. Подобеда, А. П. Гуляева в 1957—1958 гг. на ГОМЗе.